# Couvent des Capucins de Colmar
Pour les articles homonymes, voir Couvent des Capucins.
Le couvent des Capucins est situé à Colmar, dans le département français du Haut-Rhin.

## Localisation
Le couvent est situé au 19 rue Rapp à Colmar, près de la mairie.

## Historique
Les Capucins installés à Vieux-Brisach quittèrent cette ville en 1697 à la suite de son rattachement au Saint-Empire. Ils arrivent à Colmar et, grâce à des quêtes dans le diocèse, construisirent un couvent en 1700.
À la révolution, la communauté qui comptait une trentaine de membres fut dissoute et leurs biens furent confisqués. Le domaine est vendu en 1796 et devint la propriété d'un négociant et d'un cultivateur. L'église est alors transformée en remise qui contint un pressoir dans son chœur.
L'ensemble fut racheté en 1857 par l'évêque de Strasbourg pour y installer l'institut épiscopal qui, à la suite de la défaite de 1871, déménagea dans le Territoire de Belfort.
Actuellement, il abrite le collège et lycée épiscopal Saint-André.